# Culicoides pumilus
Culicoides pumilus är en tvåvingeart som först beskrevs av Johannes Winnertz 1852.  Culicoides pumilus ingår i släktet Culicoides och familjen svidknott.
Artens utbredningsområde är Tyskland. Inga underarter finns listade i Catalogue of Life.